# اندیس ده چونه
ده چونه یک اندیس فلزی است که در حوالی شهر خنداب استان همدان قرار دارد و مادهٔ معدنی موجود در آن، سرب و روی است.  